# Базарно-Матакское сельское поселение
Базарно-Матакское сельское поселение (тат. Базарлы Матак авыл җирлеге) — муниципальное образование в Алькеевском районе Республики Татарстан. Административный центр — село Базарные Матаки (райцентр).

## Состав поселения
В состав поселения входит 2 населённых пункта.
- с. Базарные Матаки
- дер. Нижнее Биктимирово

## География
Поселение расположено в северной части района. Граничит со Старочелнинским, Новоургагарским, Тяжбердинским, Староматакским, Старосалмановским, Каргопольским сельскими поселениями.
Крупнейшие реки — Актай и его приток Вершина Актая.

## Население
| 2009  | 2010  | 2011  | 2012  | 2013  | 2014  | 2015  |
| ----- | ----- | ----- | ----- | ----- | ----- | ----- |
| 6111  | ↘6024 | ↘6003 | ↗6063 | ↗6145 | ↗6173 | ↗6248 |
| 2016  | 2017  | 2018  | 2021  |       |       |       |
| ↘6238 | ↗6275 | ↘6232 | ↗6351 |       |       |       |

## Транспорт
Основные автодороги вне населённых пунктов: 16К-0191 «Алексеевское — Баз. Матаки — Высокий Колок», 16К-0248 «Баз. Матаки — Мамыково» (на Нурлат), 16К-0264 «Баз. Матаки — Болгар», Баз. Матаки — Иж-Борискино.
На южной окраине с. Баз. Матаки находится недействующий аэропорт местных воздушных линий.